# Суинг
Вижте пояснителната страница за други значения на Суинг.
Суинг (на английски: swing) наричан още суинг джаз или суинг музика е музикален стил, който се развива в началото на 30-те години и се отделя като отделен стил през 1935 г. в САЩ. Суингът се отличава със силна ритмична част, средно бързо до бързо темпо и отличителния „приповдигащ“ ритъм, характерен за повечето форми на джаза. Според видни джаз музиканти като Луис Армстронг и Дюк Елингтън няма съществена разлика между джаз и суинг и джазът по принцип не може да съществува без суинг. През 1932 г. Дюк Елингтън прави композицията It Don’t Mean A Thing, If It Ain’t Got That Swing (Ако няма суинг, няма смисъл).

## История

### 1935 – раждането на суинга
Когато Бени Гудмън започва да свири по-бързите хот ритми отзивите са смесени. Повратна точка е участието на оркестъра му в „Palomar Ballroom”. Там те започват да свирят по-бавни и лирични парчета тип суийт. Тълпата не реагира по никакъв начин и Гудмън и оркестъра му решават, че това е краят на кариерата им. Решават да завършат с хот ритми, понеже те самите много ги харесват – и тогава тълпата избухва. Те са чували техния оркестър и хот записите им по радиото и това е била причината да посетят концерта им. След медийния отзвук за участието им кариерата им тръгва да се развива отлично, а суинга привлича общественото внимание и става доминиращ стил през следващото десетилетие.

### 1990-те – възраждането на суинга
Популярността на суинг музиката започва да запада през Втората световна война поради 3 причини, по-важните от които са:
- много трудно било да се сформира „голяма група“, защото много от музикантите били изпратени да се бият във войната;
- издържането на голям брой музиканти било проблем заради икономиката на държавата по това време.

Това били двете главни причини да се сформират по-малки групи от 3 до 5 души — така можело да се издържа по-лесно групата. Това променило типичното звучене на суинга и така се породили стиловете блус и бипоп.